# Crypsityla melanthes
Crypsityla melanthes là một loài bướm đêm trong họ Geometridae.